# Haematopota turkestanica
Haematopota turkestanica är en tvåvingeart som först beskrevs av Krober 1922.  Haematopota turkestanica ingår i släktet Haematopota och familjen bromsar. Inga underarter finns listade i Catalogue of Life.